# Franny y Zooey
Franny y Zooey es un libro de J. D. Salinger publicado en 1961 y formado por dos relatos ambientados en Manhattan en noviembre de 1955. Las dos historias fueron publicadas anteriormente en The New Yorker y editadas como libro en septiembre de 1961. 
Franny y Zooey son dos de los hermanos Glass, la familia que aparece en otras obras de Salinger como Nueve cuentos (1953), Levantad, carpinteros, la viga del tejado (1963), Seymour: una introducción (1963) y Hapworth 16, 1924, este último relato solo publicado en la revista The New Yorker en 1965. Buddy Glass, otro de los hermanos, es el narrador de los dos relatos.
La primera historia es significativamente más corta que la siguiente y la protagoniza Franny Glass, una estudiante de pregrado en una prestigiosa escuela de arte femenina -muy probablemente Wellesley College- que se siente desencantada con el egoísmo y la falta de autenticidad que ve a su alrededor.
La segunda historia la protagoniza su hermano Zooey Glass, cinco años mayor que ella. Zooey es un joven superdotado y con el carácter un tanto endurecido que "a los 12 años ya usaba el mismo vocabulario que Mary Baker Eddy". Franny sufre una depresión que preocupa profundamente a su madre, por lo que Zooey ofrece ayuda a su hermana.

## Argumento

### Franny
El relato narra el fin de semana que Franny Glass pasa con su novio universitario Lane Coutell, y comienza con Lane en la estación esperando la llegada de Franny mientras relee la última carta que ha recibido de ella. Es el fin de semana en el que se juega el esperado partido de fútbol que enfrenta a Harvard contra Yale, y Franny viene de Boston para pasarlo junto a Lane. Ella lleva consigo El camino de un peregrino, un libro religioso ruso que explora la idea de la oración continua y la iluminación espiritual. Lane, que es un joven ambicioso y pretencioso, lleva a Franny a un restaurante de moda e intenta impresionarla con la propuesta que ha recibido para publicar un texto sobre Flaubert. Ella responderá mal hacia los intentos de su novio para impresionarla, cuestionándose la educación universitaria y la intrascendencia del mundo en el que se mueve.

### Zooey
En Zooey se hace un retrato íntimo de la familia Glass; la insólita educación de los hermanos, sus apariciones en la radio como niños superdotados y las discusiones sobre filosofía durante la cena, han hecho que mantengan un vínculo muy especial entre ellos y que se entiendan unos a otros a la perfección. El aislamiento de los hermanos Glass respecto a otros jóvenes está claramente expuesto en Franny y ampliado en Zooey.
El relato comienza dos días después de que termine el anterior, con Zooey en la bañera leyendo una carta que su hermano Buddy, el narrador de la historia, escribió cuatro años antes. Su madre Bessie entra en el baño, y discute con su hijo sobre su preocupación por la depresión de Franny, que se ha acrecentado hasta provocarle un colapso emocional. Después de la charla, Zooey entra al salón donde se encuentra su hermana para hablar con ella, cuestionando su obsesión con la oración continua del Relato de un peregrino ruso y ofreciéndole su comprensión y sus consejos para superar su crisis espiritual.

## Temas que aborda el libro
Las dos historias abordan la angustia y la inseguridad intelectual y emocional, al igual que la obra más famosa de Salinger, El guardián entre el centeno. Ambos libros provocaron un gran impacto en la generación de los años 60, aunque con el tiempo Franny y Zooey haya sido desplazado por la excepcional fama de El guardián entre el centeno. 
Franny busca un escape metafísico para trascender a las cosas cotidianas con las que no se siente a gusto, pero se da cuenta de que está bloqueada emocionalmente y sufre una crisis nerviosa. Su situación es común a la de muchos jóvenes, lo que hizo que el libro fuera leído por grandes audiencias en su momento.
El conocido interés de Salinger por la filosofía religiosa oriental, particularmente con el budismo Zen y el hinduismo está presente durante todo el libro, sobre todo en una parte de Zooey que incluye citas textuales de textos espirituales reales. Gerald Rosen, en su libro Zen in the Art of J. D. Salinger afirma que Franny y Zooey puede ser interpretado como un cuento zen moderno, con su protagonista Franny progresando a lo largo de la historia desde un estado de ignorancia hasta la sabiduría del esclarecimiento.